# H.E.R.

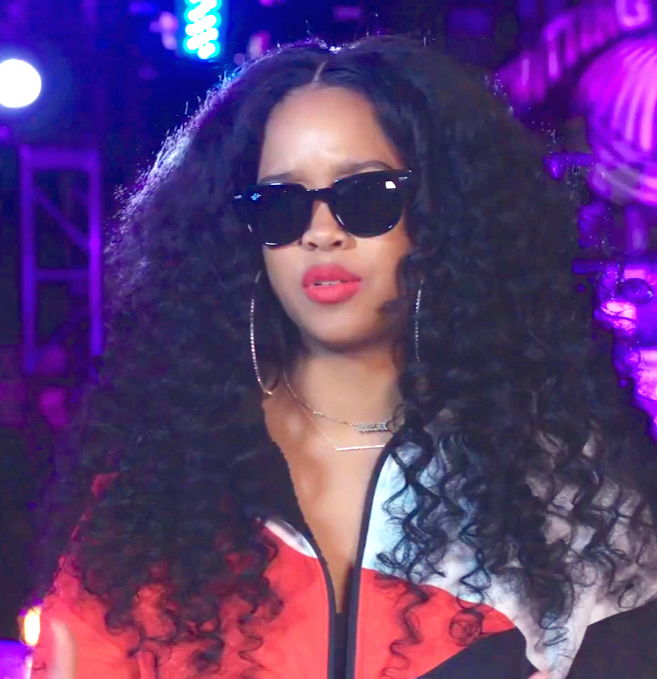
H.E.R. (2019)

H.E.R. (* 27. Juni 1997 in Vallejo, Kalifornien als Gabriella Wilson) ist eine US-amerikanische R&B-Sängerin.

## Biografie
Bereits als Kind trat Gabriella Wilson bei Livekonzerten auf; im Alter von zehn Jahren stand sie im Apollo Theater in New York auf der Bühne und mit Coversongs von Alicia Keys war sie im Fernsehen zu sehen. Mit 14 Jahren wurde sie vom Label RCA unter Vertrag genommen. Sie veröffentlichte 2014 die Single Something to Prove, im Jahr darauf erschien von ihr ein Cover des Songs Jungle von Drake.
2016 veröffentlichte sie unter dem Pseudonym H.E.R. – als Abkürzung für Having Everything Revealed und gleichzeitig das Pronomen „sie“ (englisch her) – die EP H.E.R., Volume 1. Zuerst versuchte sie, ihre Identität geheim zu halten, aber Jungle war auch auf der EP enthalten und führte zur Aufdeckung ihrer Identität. Außerdem war sie an den übrigen 6 Songs der EP als Autorin beteiligt. Alicia Keys und Bryson Tiller lenkten auf ihren Social-Media-Seiten die Aufmerksamkeit auf die EP und verhalfen ihr damit zum Einstieg in die R&B-Charts. Im Juni 2017 folgte H.E.R., Volume 2 und diesmal gelang ihr auch der Einstieg in die offiziellen Albumcharts auf Platz 49.
Im Herbst erschien ihr Debütalbum H.E.R., das allerdings nur wenige neue Songs enthielt und zum größeren Teil aus den Liedern der beiden EPs bestand. Es kam auf Platz 23 der offiziellen Charts und verkaufte sich über eine halbe Million Mal (Goldene Schallplatte). Mit Focus und mit Best Part – eine Zusammenarbeit mit Daniel Caesar – schafften es zwei Lieder in die Top 100 der Singlecharts. Für sie gab es Platin-Auszeichnungen. Vor allem wurde sie aber von der Kritik gelobt und erhielt zahlreiche Nominierungen bei renommierten Musikpreisen. Insgesamt fünfmal wurde sie für einen Grammy Award nominiert, darunter als Newcomerin des Jahres, und gewann davon zwei Preise im Bereich R&B für das Album und für Best Part.
Im Sommer 2018 veröffentlichte H.E.R. die nächste EP mit dem Titel I Used to Know Her: The Prelude. Mit Platz 20 in den Charts übertraf sie noch einmal die vorherigen Platzierungen und die Kollaboration Could’ve Been mit ihrem Förderer Bryson Tiller war ein weiterer Singlehit. Wie zuvor gab es ein paar Monate später eine Fortsetzung mit I Used to Know Her: Part 2 und im Sommer 2019 das zweite Album I Used to Know Her mit allen EP-Songs und 5 weiteren Liedern. Beide Veröffentlichungen brachten ihr Platzierungen in den Top 100 der Albumcharts.
Bei den Grammy Awards 2020 wurde H.E.R. erneut fünfmal für eine Auszeichnung nominiert. Anlässlich dieser Grammy Awards fand am 28. Januar 2020 im Los Angeles Convention Center in Los Angeles ein Tribut-Konzert für Prince unter dem Motto „Let’s Go Crazy: The Grammy Salute to Prince“ statt, bei dem H.E.R. auftrat und die Songs Let’s Go Crazy und The Beautiful Ones sang. Das Konzert wurde am 21. April 2020, dem vierten Todestag von Prince, im US-Fernsehen ausgestrahlt.
Am 11. August 2024 trat H.E.R. bei der Schlussfeier der Olympischen Sommerspiele in Paris auf.

## Diskografie

### Alben
| Jahr | Titel                           | Höchstplatzierung, Gesamtwochen, AuszeichnungChartplatzierungen (Jahr, Titel, Platzierungen, Wochen, Auszeichnungen, Anmerkungen) | Höchstplatzierung, Gesamtwochen, AuszeichnungChartplatzierungen (Jahr, Titel, Platzierungen, Wochen, Auszeichnungen, Anmerkungen) | Höchstplatzierung, Gesamtwochen, AuszeichnungChartplatzierungen (Jahr, Titel, Platzierungen, Wochen, Auszeichnungen, Anmerkungen) | Höchstplatzierung, Gesamtwochen, AuszeichnungChartplatzierungen (Jahr, Titel, Platzierungen, Wochen, Auszeichnungen, Anmerkungen) | Anmerkungen |
| Jahr | Titel                           | CH | UK | US | R&B | Anmerkungen |
| ---- | ------------------------------- | --- | --- | --- | --- | --- |
| 2016 | H.E.R. Volume 1                 | — | — | — | R&B28 (2 Wo.)R&B | EP |
| 2017 | H.E.R. Volume 2                 | — | — | US49 (2 Wo.)US | R&B22 (1 Wo.)R&B | EP |
| 2017 | H.E.R. Volume 2: The B Sides    | — | — | US139 (1 Wo.)US | — | EP |
| 2017 | H.E.R.                          | — | UK— SilberUK | US23 Platin · (181 Wo.)US | R&B14 (66 Wo.)R&B | Erstveröffentlichung: 20. Oktober 2017 Zusammenstellung von Songs aus Volume 1 und 2 plus sechs neue Lieder                |
| 2018 | I Used to Know Her: The Prelude | — | — | US20 (2 Wo.)US | R&B12 (1 Wo.)R&B | Erstveröffentlichung: 3. August 2018 EP                                                                                    |
| 2018 | I Used to Know Her: Part 2      | — | — | US87 (1 Wo.)US | R&B48 (1 Wo.)R&B | Erstveröffentlichung: 2. November 2018 EP                                                                                  |
| 2019 | I Used to Know Her              | — | — | US86 Gold · (2 Wo.)US | R&B47 (1 Wo.)R&B | Erstveröffentlichung: 30. August 2019 wie zuvor enthält das Album die Songs der vorangegangenen EPs plus einige neue Songs |
| 2021 | Back of My Mind                 | CH83 (1 Wo.)CH | UK68 (1 Wo.)UK | US6 Gold · (30 Wo.)US | R&B4 (11 Wo.)R&B | Erstveröffentlichung: 18. Juni 2021                                                                                        |

### Singles
| Jahr | Titel Album                      | Höchstplatzierung, Gesamtwochen, AuszeichnungChartplatzierungen (Jahr, Titel, Album, Platzierungen, Wochen, Auszeichnungen, Anmerkungen) | Höchstplatzierung, Gesamtwochen, AuszeichnungChartplatzierungen (Jahr, Titel, Album, Platzierungen, Wochen, Auszeichnungen, Anmerkungen) | Höchstplatzierung, Gesamtwochen, AuszeichnungChartplatzierungen (Jahr, Titel, Album, Platzierungen, Wochen, Auszeichnungen, Anmerkungen) | Anmerkungen                                                  |
| Jahr | Titel Album                      | UK | US | R&B | Anmerkungen                                                  |
| ---- | -------------------------------- | --- | --- | --- | ------------------------------------------------------------ |
| 2016 | Focus H.E.R.                     | UK— SilberUK | US100 ×2Doppelplatin · (1 Wo.)US | R&B45 (3 Wo.)R&B | Erstveröffentlichung: 8. September 2016                      |
| 2017 | Best Part H.E.R.                 | UK— PlatinUK | US75 ×6Sechsfachplatin · (19 Wo.)US | R&B32 (20 Wo.)R&B | Erstveröffentlichung: 25. August 2017 mit Daniel Caesar      |
| 2018 | Could’ve Been I Used to Know Her | UK— SilberUK | US76 ×2Doppelplatin · (1 Wo.)US | R&B39 (1 Wo.)R&B | Erstveröffentlichung: 25. September 2018 feat. Bryson Tiller |
| 2019 | Slide Back of My Mind            | UK— SilberUK | US43 ×3Dreifachplatin · (20 Wo.)US | R&B16 (23 Wo.)R&B | Erstveröffentlichung: 27. September 2019 feat. YG            |
| 2020 | Damage Back of My Mind           | — | US44 ×2Doppelplatin · (20 Wo.)US | R&B16 (20 Wo.)R&B | Erstveröffentlichung: 21. Oktober 2020                       |
| 2021 | Come Through Back of My Mind     | UK75 (1 Wo.)UK | US64 Gold · (18 Wo.)US | R&B23 (19 Wo.)R&B | Erstveröffentlichung: 27. April 2021 feat. Chris Brown       |

Weitere Singles
- 2016: Pigment
- 2017: 2
- 2018: My Song
- 2019: Hard Place (US: Gold)
- 2019: 21
- 2020: I Can’t Breathe
- 2021: Blessed & Free (mit Kane Brown, US: Gold)

### Gastbeiträge
| Jahr | Titel Album                  | Höchstplatzierung, Gesamtwochen, AuszeichnungChartplatzierungen (Jahr, Titel, Album, Platzierungen, Wochen, Auszeichnungen, Anmerkungen) | Höchstplatzierung, Gesamtwochen, AuszeichnungChartplatzierungen (Jahr, Titel, Album, Platzierungen, Wochen, Auszeichnungen, Anmerkungen) | Höchstplatzierung, Gesamtwochen, AuszeichnungChartplatzierungen (Jahr, Titel, Album, Platzierungen, Wochen, Auszeichnungen, Anmerkungen) | Anmerkungen                                                             |
| Jahr | Titel Album                  | UK | US | R&B | Anmerkungen                                                             |
| --- | ---------------------------- | --- | --- | --- | ----------------------------------------------------------------------- |
| 2021 | Girl Like Me Heaux Tales     | — | US97 Platin · (1 Wo.)US | R&B29 (1 Wo.)R&B | Jazmine Sullivan feat. H.E.R.                                           |
| 2022 | Chronicles –                 | — | — | R&B47 (1 Wo.)R&B | Erstveröffentlichung: 14. Januar 2022 Cordae feat. H.E.R. & Lil Durk    |
| 2022 | Closer –                     | — | US89 (7 Wo.)US | R&B30 (9 Wo.)R&B | Erstveröffentlichung: 11. Februar 2022 Saweetie feat. H.E.R.            |
| 2022 | Playa –                      | — | — | R&B50 (1 Wo.)R&B | Erstveröffentlichung: 1. April 2022 A Boogie wit da Hoodie feat. H.E.R. |
| Folgende Lieder erschienen nicht als Single, wurden aber durch das Album zum Download und Streaming bereitgestellt und konnten somit eine Platzierung erlangen: |                              | | | |                                                                         |
| |                              | | | |                                                                         |
| 2020 | B.S. Chilombo                | UK64 Silber · (2 Wo.)UK | US24 ×2Doppelplatin · (23 Wo.)US | R&B15 (29 Wo.)R&B | Jhené Aiko feat. H.E.R.                                                 |
| 2022 | We Going Crazy Khaled Khaled | — | — | R&B47 (1 Wo.)R&B | Charteinstieg: 14. Januar 2022 DJ Khaled feat. H.E.R. & Migos           |

Weitere Gastbeiträge
- 2018: This Way (Khalid feat. H.E.R., US: Gold)
- 2019: Slow Down (Skip Marley feat. H.E.R., US: Gold)
- 2020: Smile (Wizkid feat. H.E.R.)

## Filmografie
- 2023: Die Farbe Lila (The Color Purple)

## Auszeichnungen für Musikverkäufe
| Silberne Schallplatte - Vereinigtes Königreich - 2023: für das Lied One Second - 2024: für das Lied Intimidated Goldene Schallplatte - Australien - 2024: für das Lied Intimidated - Brasilien - 2021: für die Single Hard Place - 2023: für das Album I Used to Know Her: The Prelude - 2023: für die Single Come Through - 2023: für die Single This Way - 2024: für das Lied B.S. - Dänemark - 2022: für die Single Best Part - Frankreich - 2023: für die Single Best Part - Kanada - 2019: für das Album H.E.R. - 2019: für die Single Focus - 2019: für die Single Could’ve Been - 2020: für das Lied Losing - 2021: für die Single Hard Place - Neuseeland - 2024: für das Album I Used to Know Her - 2024: für das Album Back of My Mind - Vereinigte Staaten - 2019: für das Lied Losing - 2020: für das Lied Avenue - 2020: für das Lied Jungle - 2020: für das Lied Changes - 2020: für das Lied Lights On - 2020: für das Lied Gut Feeling - 2021: für das Lied Comfortable - 2021: für das Lied U - 2021: für das Lied As I Am - 2022: für das Lied Come Together - 2024: für das Lied Intimidated | Platin-Schallplatte - Brasilien - 2023: für die Single Best Part - 2023: für die Single Slide - Neuseeland - 2023: für die Single Focus - Portugal - 2022: für die Single Best Part - Südafrika - 2020: für die Single Smile - Vereinigte Staaten - 2020: für das Lied Every Kind of Way 2× Platin-Schallplatte - Brasilien - 2023: für die Single Could’ve Been - Kanada - 2022: für die Single Slide 4× Platin-Schallplatte - Kanada - 2021: für die Single Best Part 5× Platin-Schallplatte - Neuseeland - 2024: für die Single Best Part |

Anmerkung: Auszeichnungen in Ländern aus den Charttabellen bzw. Chartboxen sind in ebendiesen zu finden.
| Land/RegionAuszeichnungen für Musikverkäufe (Land/Region, Auszeichnungen, Verkäufe, Quellen) | Silber     | Gold       | Platin       | Verkäufe   | Quellen              |
| -------------------------------------------------------------------------------------------- | ---------- | ---------- | ------------ | ---------- | -------------------- |
| Australien (ARIA)                                                                            | —          | Gold1      | —            | 35.000     | aria.com.au          |
| Brasilien (PMB)                                                                              | —          | 5× Gold5   | 4× Platin4   | 260.000    | pro-musicabr.org.br  |
| Dänemark (IFPI)                                                                              | —          | Gold1      | —            | 45.000     | ifpi.dk              |
| Frankreich (SNEP)                                                                            | —          | Gold1      | —            | 100.000    | snepmusique.com      |
| Kanada (MC)                                                                                  | —          | 5× Gold5   | 6× Platin6   | 680.000    | musiccanada.com      |
| Neuseeland (RMNZ)                                                                            | —          | 2× Gold2   | 6× Platin6   | 195.000    | radioscope.co.nz NZ2 |
| Portugal (AFP)                                                                               | —          | —          | Platin1      | 10.000     | Einzelnachweise      |
| Südafrika (RISA)                                                                             | —          | —          | Platin1      | 20.000     | risa.org.za          |
| Vereinigte Staaten (RIAA)                                                                    | —          | 18× Gold18 | 20× Platin20 | 29.000.000 | riaa.com             |
| Vereinigtes Königreich (BPI)                                                                 | 7× Silber7 | —          | Platin1      | 1.860.000  | bpi.co.uk            |
| Insgesamt                                                                                    | 7× Silber7 | 33× Gold33 | 39× Platin39 |            |                      |

## Auszeichnungen
- Grammy Awards
  - 2019: Beste R&B-Darbietung für Best Part mit Daniel Caesar
  - 2019: Bestes R&B-Album für H.E.R.
  - 2021: Song des Jahres für I can’t breathe

- Oscars
  - 2021: Bester Filmsong: Fight for You aus Judas and the Black Messiah